# Gerarchia Belokrinickaja
La Gerarchia Belokrinickaja (Белокриницкая иерархия) rappresenta la prima stabile gerarchia ecclesiastica formatasi all'interno del movimento dei Vecchi credenti.
Creata nel 1846 a seguito della conversione del Metropolita greco Amvrosii Popovič, tale organizzazione prese il nome dalla città di Bila Krynycja, ai tempi facente parte dell'Impero Austroungarico e oggi sita nell'odierna Ucraina occidentale, luogo ove si trovava il soglio del suo Primo Gerarca.
Oltre che dai fedeli che stabiliti al di là del confine russo, la Gerarchia ottenne supporto economico ed organizzativo anche da famiglie di mercanti rimaste in patria, come i Ryabušinskie e i Morozovj.
A Mosca la Gerarchia fu immediatamente riconosciuta come legittima da un gran numero di aderenti al Vecchio Credo e stabilì il proprio nucleo direttivo al Cimitero Rogožskoe.
La Chiesa ortodossa di antico rito (chiamata inizialmente Chiesa ortodossa di antico rito dei Lipovi) e la Chiesa ortodossa russa di antico rito sono le due chiese che costituiscono tale gerarchia.
Inizialmente situato a Bila Krynycja il seggio ecclesiastico del Primo Gerarca si trova oggi a Brăila, città sita sul basso corso del Danubio.

## Fonti
- (EN) Descrizione della Gerarchia Belokrinitskaja su hiddeneurope, su hiddeneurope.co.uk. URL consultato il 28 novembre 2008 (archiviato dall'url originale il 3 settembre 2009).